# Trévoux
Trévoux és un municipi francès situat al departament de l'Ain i a la regió d'Alvèrnia-Roine-Alps. L'any 2007 tenia 6.790 habitants.

## Demografia

### Població
El 2007 la població de fet de Trévoux era de 6.790 persones. Hi havia 2.589 famílies de les quals 804 eren unipersonals (408 homes vivint sols i 396 dones vivint soles), 612 parelles sense fills, 917 parelles amb fills i 256 famílies monoparentals amb fills.
La població ha evolucionat segons el següent gràfic:
Habitants censats

### Habitatges
El 2007 hi havia 2.892 habitatges, 2.664 eren l'habitatge principal de la família, 37 eren segones residències i 191 estaven desocupats. 1.323 eren cases i 1.560 eren apartaments. Dels 2.664 habitatges principals, 1.243 estaven ocupats pels seus propietaris, 1.323 estaven llogats i ocupats pels llogaters i 98 estaven cedits a títol gratuït; 83 tenien una cambra, 364 en tenien dues, 546 en tenien tres, 736 en tenien quatre i 935 en tenien cinc o més. 1.569 habitatges disposaven pel capbaix d'una plaça de pàrquing. A 1.309 habitatges hi havia un automòbil i a 1.068 n'hi havia dos o més.

### Piràmide de població
La piràmide de població per edats i sexe el 2009 era:
| Homes | Edats   | Dones |
| ----- | ------- | ----- |
| 0     | 95 o +  | 4     |
| 4     | 90 a 94 | 44    |
| 20    | 85 a 89 | 40    |
| 36    | 80 a 84 | 60    |
| 88    | 75 a 79 | 116   |
| 76    | 70 a 74 | 96    |
| 108   | 65 a 69 | 120   |
| 72    | 60 a 64 | 76    |
| 144   | 55 a 59 | 136   |
| 192   | 50 a 54 | 180   |
| 216   | 45 a 49 | 244   |
| 252   | 40 a 44 | 232   |
| 236   | 35 a 39 | 268   |
| 288   | 30 a 34 | 248   |
| 244   | 25 a 29 | 256   |
| 180   | 20 a 24 | 184   |
| 324   | 15 a 19 | 269   |
| 233   | 10 a 14 | 292   |
| 208   | 5 a 9   | 252   |
| 168   | 0 a 4   | 212   |

## Economia
El 2007 la població en edat de treballar era de 4.497 persones, 3.371 eren actives i 1.126 eren inactives. De les 3.371 persones actives 3.009 estaven ocupades (1.627 homes i 1.382 dones) i 362 estaven aturades (176 homes i 186 dones). De les 1.126 persones inactives 307 estaven jubilades, 367 estaven estudiant i 452 estaven classificades com a «altres inactius».

### Ingressos
El 2009 a Trévoux hi havia 2.678 unitats fiscals que integraven 6.754 persones, la mediana anual d'ingressos fiscals per persona era de 18.579 €.

### Activitats econòmiques
Dels 416 establiments que hi havia el 2007, 1 era d'una empresa extractiva, 7 d'empreses alimentàries, 10 d'empreses de fabricació de material elèctric, 40 d'empreses de fabricació d'altres productes industrials, 55 d'empreses de construcció, 73 d'empreses de comerç i reparació d'automòbils, 11 d'empreses de transport, 26 d'empreses d'hostatgeria i restauració, 6 d'empreses d'informació i comunicació, 25 d'empreses financeres, 30 d'empreses immobiliàries, 54 d'empreses de serveis, 57 d'entitats de l'administració pública i 21 d'empreses classificades com a «altres activitats de serveis».
Dels 119 establiments de servei als particulars que hi havia el 2009, 1 era una oficina d'administració d'Hisenda pública, 2 oficines del servei públic d'ocupació, 1 gendarmeria, 1 oficina de correu, 9 oficines bancàries, 2 funeràries, 6 tallers de reparació d'automòbils i de material agrícola, 1 taller d'inspecció tècnica de vehicles, 4 autoescoles, 5 paletes, 10 guixaires pintors, 11 fusteries, 6 lampisteries, 10 electricistes, 4 empreses de construcció, 10 perruqueries, 2 veterinaris, 2 agències de treball temporal, 18 restaurants, 10 agències immobiliàries, 2 tintoreries i 2 salons de bellesa.
Dels 29 establiments comercials que hi havia el 2009, 1 era un hipermercat, 1 una botiga de més de 120 m², 5 fleques, 3 carnisseries, 3 llibreries, 5 botigues de roba, 2 botigues d'equipament de la llar, 2 botigues d'electrodomèstics, 1 una botiga d'electrodomèstics, 2 botigues de material esportiu, 1 un drogueria, 1 una perfumeria i 2 floristeries.
L'any 2000 a Trévoux hi havia 9 explotacions agrícoles que ocupaven un total de 4 hectàrees.

## Equipaments sanitaris i escolars
El 2009 hi havia 1 hospital de tractaments de curta durada, 1 hospital de tractaments de mitja durada (seguiment i rehabilitació), 1 un hospital de tractaments de llarga durada, 1 psiquiàtric i 2 farmàcies.
El 2009 hi havia 2 escoles maternals i 3 escoles elementals. A Trévoux hi havia 2 col·legis d'educació secundària i 1 liceu d'ensenyament general. Als col·legis d'educació secundària hi havia 1.166 alumnes i als liceus d'ensenyament general 1.178.

## Poblacions més properes
El següent diagrama mostra les poblacions més properes.